# 243546 Fengchuanliu
243546 Fengchuanliu este un asteroid din centura principală de asteroizi.

## Descriere
243546 Fengchuanliu este un asteroid din centura principală de asteroizi. A fost descoperit pe 8 mai 2010 în Statele Unite, în cadrul programului WISE. Asteroidul prezintă o orbită caracterizată de o semiaxă mare de 3,03 ua, o excentricitate de 0,12 și o înclinație de 16,2° în raport cu ecliptica.